# تسجيل متعدد المسالك

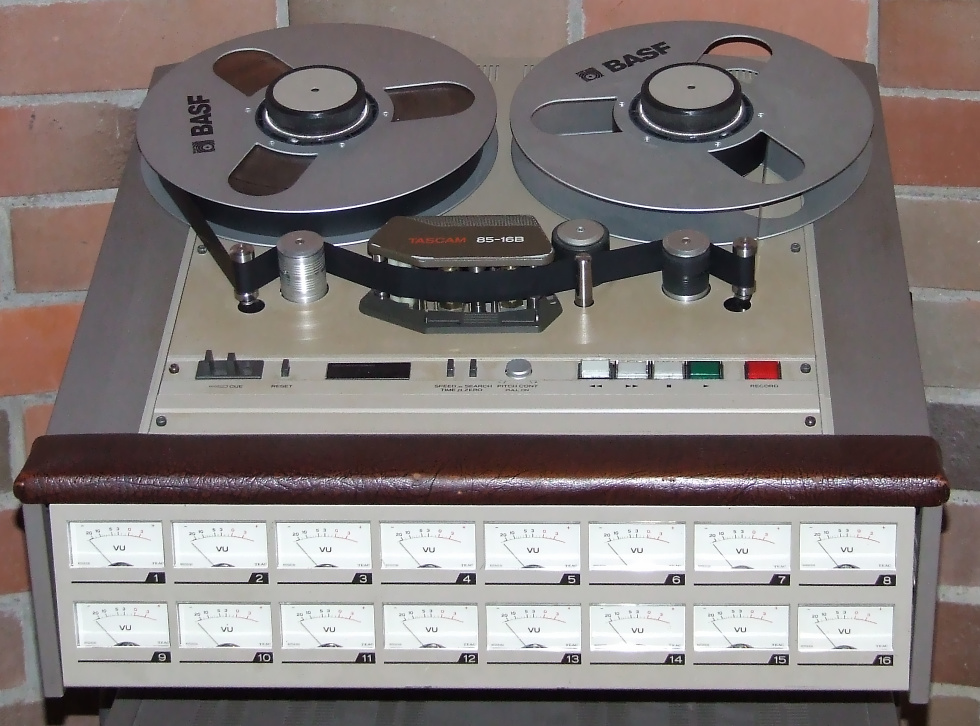

تسجيل متعدد المسالك هي تقنية تسجيل الصوت طورت في عام 1955 تتيح تسجيل منفصل لعدد من مصادر الصوت أو عدد من مصادر الصوت التي سجلت في أوقات مختلفة لإنشاء مجموعة متماسكة. Multitracking أصبح من الممكن في منتصف 1950s عندما فكرة في وقت واحد تسجيل مختلف قنوات صوتية منفصلة منفصلة «مسارات» على نفس بكرة لبكرة الشريط. «مسار» مجرد قناة مختلفة سجلت الخاصة المنفصلة منطقة على الشريط حيث النسبية تسلسل الأحداث المسجلة سيكون الحفاظ على تشغيل ستكون متزامنة أو متزامنة.
شكل التسجيل متعدد المسالك تحسينا تقنيا كبيرا في عملية التسجيل الصوتي، لأنه يسمح لمهندسي الصوت بتسجيل جميع آلات العزف والغناء في مقطوعة موسيقيى بشكل منفصل. قبل تطوير التسجيل متعدد المسالك، كان على كل المغنين، عازفي الفرقة الموسيقية، و/أو عازفي  الأوركسترا المرافقين أن يغنوا ويعزفوا معا.  سمح التسجيل متعدد المسالك لمهندس الصوت ضبط مستويات ونبرة كل مسلك على حدة، وإذا لزم الأمر، إعادة تسجيل بعض المسالك أو التسجيل على أجزاء من المسلك لتصحيح الأخطاء أو الحصول على نسخة أفضل. بالإضافة إلى ذلك، يمكن عمل مؤثرات إلكترونية لمختلفة مثل الترداد على مسالك محددة، مثل الغناء الرئيسي، في حين لا يجري تطبيقها على مسالك أخرى قج لا يكون هذا التأثير مرغوبا فيه (على سبيل المثال، على باس الكهربائية). لم يكن التسجيل متعدد المسالك مجرد ابتكار تقني؛ لقد مكن منتجي الاسطوانات والفنانين من خلق أصوات جديدة يستحيل عملها  خارج الاستوديو، مثل قيام المغني الرئيسي بإضافة العديد من غناء الهارموني بصوتهم الخاص، أو قيام عازف الإيتار الكهربائي بعزف مقاطع هارمونية جنبا إلى جنب مع عزفهم المنفرد أو حتى تسجيل الطبول وإعادة عزفها بالمقلوب لإحداث تأثير غير عادي.
خلال ثمانينات وتسعينات القرن العشرين، وفرت أجهزة الحواسيب وسائل جعل تسجيل الصوت و الاستنساخ  رقميا، مما أدى إلى ثورة في تسجيل وتوزيع الصوت. في سنوات الألفين، كان عتاد  حواسيب التسجيل متعدد المسالك بجودة كافية تتيح شيوع استخدامه في التسجيلات ذات الجودة العالية التي يقوم بها مهندسو الصوت والفرق الموسيقية دون الحاجة إلى استوديو مستخدمين برمجيات مثل كاراج باند،  الحواسيب المحمولة المتطورة. على الرغم أنه تتم الاستعاضة عن الشريط المغناطيسي بشكل تام، إن مزايا التحرير والتسجيل غير الخطي (NLE)  أسفرت إلى وضع حلت فيه الأنظمة الرقمية إلى حد كبير محل الشريط.